# 제47회 카를로비바리 국제 영화제
제47회 카를로비바리 국제 영화제는 2012년 6월 29일에 열린 시상식이다.

## 수상 및 후보

### 대상(장편)
- 디 올모스트 맨 - 마틴 룬드 수상

### 심사위원특별상(장편)
- 스토리 오브 어 매서커 - 마르코 튤리오 지오르데이너 수상

### 감독상(장편)
- 캐미언 - 라파엘 오엘렛 수상

### 여우주연상(장편)
- 라스트 스텝 - 레일라 하타미 수상

### 남우주연상(장편)
- 디 올모스트 맨 - 헨릭 라파엘센 수상

### East of the West부문(장편)
- 하우스 위드 어 터릿 - 에바 네이만 수상
- 디어 비트레이드 프렌즈 - 사라 시저할미
- 이그잼 - 피터 버건디
- 플라워 버즈 - 제네크 지라스키
- 메이드 인 애쉬 - 이베타 그로포타
- 머쉬루밍 - 투마스 후사르
- 피플 아웃 데어 - 에익스 카라펫얀스
- 프랙티칼 가이드 투 벨그레이& - 보얀 불레티치
- 쉐임리스 - 필립 마체브스키
- 섬웨어 인 파리루라 - 실비유 퍼카레트
- 유마 - 피오르트 뮬라루크

### East of the West부문(심사위원 특별언급)
- 사라진 기억 - 크리스티나 부오지테 수상

### 공식부문-경쟁
- 디 올모스트 맨 - 마틴 룬드
- 보이 이팅 더 버즈 푸드 - 엑토라스 리기조스
- 캐미언 - 라파엘 오엘렛
- 헤이 로드 - 로드리고 아레이아스
- 카미하테 스토어 - 야마모토 타츠야
- 라 라피데이션 드 세인트 에티 - 페레 빌라 이 바르셀로
- 라스트 스텝 - 알리 모사파
- 노스 베모스 파파 - 루시아 카레라스
- 스토리 오브 어 매서커 - 마르코 튤리오 지오르데이너
- 폴스키 필름 - 마렉 나이브르트
- 투 킬 어 비버 - 얀 야쿱 콜스키
- 유어 뷰티 이즈 워스 낫띵 - 휴젠 타박

### 프록시마 경쟁
- 돔 - 어 러시안 패밀리 - 올렉 포고딘
- 굿 바이브레이션즈 - 글렌 레이번 외 1명
- 제프 후 리브스 앳 홈 - 제이 듀플래스 외 1명
- 매직 마이크 - 스티븐 소더버그
- 더 메신저 - 블라디미르 미차렉
- 투 로마 위드 러브 - 우디 앨런
- 왓 이즈 디스 필름 콜드 러브? - 마크 코신스

### 다큐멘터리 경쟁부문
- 데스 오브 어 맨 인 발칸스 - 미로슬라브 몸칠로빅
- 페어 섹스 - 마틴 라로체
- 인 어 베드룸 - 토마스 바실레프스키
- 인사이드 - 롤프 반 에릭
- 리브 미 라이크 유 파운드 미 - 아델 로만스키
- 러브 미 낫 - 질렛 렁
- 미스크린츠 - 모친 베스리
- 누어 - 기욤 지오바네티
- 노즈랜드 - 알렉시 이구데스만
- 오 보이! - 쟌 올 거스터
- 버큠 - 조르지오 쿠그노
- 웨어레버 유 고 - 로니 새슨

### 수평선부문
- 소피아스 라스트 엠뷸런스 - 일리안 메테브 수상
- 바버스 - 루이스 페라즈
- 벨라 비스타 - 알리시아 카노
- 포 유 네이키드 - 사라 브루스
- 하드 투 비 갓 - 파벨 코스토마로브 외 1명
- 아임 리빙 온 웬즈데이 - 클라라 보든
- 키춋 - 야고다 셸츠
- 리틀 팀 - 다니 레시네스 외 1명
- 아워 데이즈, 엡솔루틀리, 해브 - 쟝-가브리엘 뻬리오
- 폴리시 일루젼스 - 제이콥 다마스 외 1명
- 그들만의 세상 - 헬레나 트레슈티코바
- 더 퀸스 오브 베르사유 - 로린 그린필드
- 어 스토리 포 더 모들린스 - 세르히오 옥스만
- 디스 에인트 캘리포니아 - 마튼 페지엘
- 트레인스 오브 쏘츠 - 티모 노보트니

### 독립영화 포럼부문- 알란 루돌프 헌정
- 세븐 데이즈 인 하바나 - 로랑 캉테 외 6명
- 알프스 - 요르고스 란티모스
- 엔젤스 쉐어 - 켄 로치
- 바바라 - 크리스티안 펫졸드
- 비츠 오브 더 서던 와일드 - 벤 제틀린
- 비욘드 더 힐즈 - 크리스티안 문주
- 비욘드 더 힐 - 예민 엘퍼
- 시저 머스트 다이 - 파올로 타비아니 외 1명
- 코스모폴리스 - 데이빗 크로넨버그
- 다크호스 - 토드 솔론즈
- 더 딥 블루 씨 - 테렌스 데이비스
- 디아즈: 돈트 클린 업 디스 블ቤ - 다니엘레 비카리
- 언 에너미 투 다이 포 - 피터 달
- 파우스트 - 알렉산더 소쿠로프
- 게임 체인지 - 제이 로치

### 비평가 추천부문
- 디 앰바서더 - 매즈 브루거
- 버닝 - 미로슬라브 자넥
- 말리 - 케빈 맥도널드
- 아브스큐랜티스트 앤드 히스 리니지 오어 피라미드 티어풀 밸리스 - 카렐 바체크
- 더 프레젠스 오브 아르노스트 - 에바 러스티고바
- 서칭 포 슈가맨 - 말릭 벤젤룰
- 사일런스 오브 펠레시안 - 피에트로 마르첼로
- 베라 68 - 올가 소메로바
- 홀스 글로리 - 미카엘 글라보거

### 프라하 단편영화제 부문
- 드라큐라 3D - 다리오 아르젠토
- 에디 - 보리스 로드리게즈
- 그래버스 - 존 라이트
- 리틀 비트 좀비 - 캐시 워커
- 러블리 몰리 - 에두아르도 산체스
- 레이드 : 첫번째 습격 - 가렛 에반스

### 벨기에 영화 초점
- 아그라이 - 루디 로젠버그
- 원숭이들 겁주려 닭들 죽이기 - 얀스 아수르
- 러브 엣 퍼스트 사이트 - 마이클 데이비스
- 투 올 마이 프렌즈 - 베로즈 비델리
- 언틸 더 리버 런스 레드 - 폴 라이트

### 신작부문 - 유망작
- 비욘드 더 월스 - 데이빗 램버트
- 카메라 옵스큐라 - 마루 솔로레스
- 클립 - 마야 밀로스
- 컷 - 아미르 나데리
- 드림스 오브 어 라이프 - 캐롤 몰리
- 엑스퍼레이션 데이트 - 케냐 마케즈
- 포 엘렌 - 김소영
- 헤일 - 아미엘 코틴-윌슨
- 화차 - 변영주
- 히어 앤드 데어 - 안토니오 멘데스 에스파르사
- 칙스 아 저스트 디퍼런트 - 마렉 코테르스키
- 라잇 온 미 - 아이라 잭스
- 키홀 - 가이 매딘
- 돼지의 왕 - 연상호
- 엘 - 바비스 마크리디스

### 뮤지컬 오디세이
- 크룩스 - 피아 헬렌탈 외 1명
- 플라밍고 프라이드 - 토머 에셰드
- 게릴라 - 엘르 실란페
- 낫씽 캔 터치 미 - 밀라드 알라미
- On Tracks - Laurent Navarri

### 러시아를 점령한 여성
- 벨스 오브 해피니스 - 제너 코발시코바 외 1명
- Brian Eno - 1971-1977: The Man Who Fell to Earth - Ed Haynes
- 이니 - 빈센트 모리세
- 죠니 예스노 리덕스 - 피터 캐어
- 리치 오브 레저넌스 - 스티브 엘킨스
- 셧 업 앤플레이 더 히트 - 딜리안 서던 외 1명
- 솔져 오브 더 로드: 어 포트레이트 오브 피터 브로츠먼 - 버나드 조시
- 언더 아프리칸 스카이스 - 조 벨링거

### 버라이어티지 선정 유럽 감독 10선
- 도어 - 이스트반 자보
- 길 - 페데리코 펠리니

### Six Close Encounters
- 블랙 폰드 - 톰 킹슬리
- 나도 너처럼 - 제프리 엔트호벤
- 이더 웨이 - 하프슈타인 군나르 지그라쏜
- 헬 - 팀 펠바움
- 헤멜 - 사샤 폴락
- 아이언 스카이 - 티모 부오렌솔라
- 잭팟(노르웨이어판) - 망구스 마텐스
- 디스 라이프 - 섬 뮤직 다이, 소 아더스 캔 리브 - 앤-그레테 야룹 리스
- 어 트립 - 니크 가즈보다
- 링클스 - 이그나시오 페레라스

### 보더라인 필름: 최초 10년
- 101 - 루이스 미나르로
- 가장 잘 걷는 법 - 끌로드 밀러
- 소방수의 무도회 - 밀로스 포먼
- 아라비아의 로렌스 - 데이빗 린
- 직업 군인 캔디씨 이야기 - 마이클 포웰 외 1명
- 올드 체코 레전드 - 이리 트른카
- 스토리 오브 필름: 엔 오디세이 - 마크 코신스
- 선 인 어 네트 - 스테판 우서
- 룸 237 - 로드니 에스쳐

### 레바논 영화
- 어 나이트 투 영 - 올모 오메르주
- 알로이스 네벨 - 토마스 루네크
- 블루 타이거 - 페트르 오크로펙
- 칸피단트 - 유라이 노보타
- 돈트 스탑 - 리차르트 레리챠
- 포 선즈 - 보단 슬라마
- 리디체 - 페트르 니콜라에브
- 퍼펙트 데이즈 - 앨리스 넬리스
- 시그널 - 토마스 리호렉
- 선데이 리그 - 페픽 하나텍스 파이날 매치 - 쟝 프루시노브스키
- 탐비리즈 - 미셀 호겐오어
- 트램 - 미카엘라 파브라토바
- 벤데타 - 미로슬라브 온드러스
- 롱 리브 더 패밀리! - 로베르트 세들라체크

### 제리 샤츠버그 헌정
- 코스모스 - 레하 에르뎀
- 마미, 아임 스케어드 - 레하 에르뎀
- 마이 온리 선샤인 - 레하 에르뎀
- 오, 문 - 레하 에르뎀
- 어 런 포 머니 - 레하 에르뎀
- 시간과 바람 - 레하 에르뎀
- 밀란 쿤데라의 농담 - 야로밀 이레즈
- 그림자 군단 - 장 피에르 멜빌
- 도박사 봅 - 장 피에르 멜빌
- Code Name Melville - Olivier Bohler
- 두번째 숨결 - 장 피에르 멜빌
- 밀고자 - 장 피에르 멜빌
- 무서운 아이들 - 장 피에르 멜빌
- 레옹 모랭 신부 - 장 피에르 멜빌
- 암흑가의 세 사람 - 장 피에르 멜빌
- 한밤의 암살자 - 장 피에르 멜빌
- 바다의 침묵 - 장 피에르 멜빌
- 안토니오니 온 안토니오니 - 카를로 디 카를로
- Antonioni Seen by Antonioni - Lino Micciche
- 중국 - 미켈란젤로 안토니오니
- 쿰바 멜라 - 미켈란젤로 안토니오니
- 라이즈 오브 러브 - 미켈란젤로 안토니오니
- 미켈란젤로 아이 투 아이 - 미켈란젤로 안토니오니
- 도시의 청소부 - 미켈란젤로 안토니오니
- 포 강의 사람들 - 미켈란젤로 안토니오니
- Photo-Romance - 미켈란젤로 안토니오니
- Return to Lisca Bianca Island - 미켈란젤로 안토니오니
- Rome - 미켈란젤로 안토니오니
- 세븐 리즈, 원 슈트 - 미켈란젤로 안토니오니
- 시칠리아 - 미켈란젤로 안토니오니
- 슈퍼스티션스 - 미켈란젤로 안토니오니
- 버티고 - 미켈란젤로 안토니오니